# Хуттен, Ганс фон
Ганс фон Хуттен (нем. Hans von Hutten, 1486, замок Тримбург около Эльферсхаузена — 7 мая 1515, лес рядом с Бёблингеном) — шталмейстер герцога Вюртемберга Ульриха, убитый им из-за раскрытия тайной связи правителя с его женой Урсулой Тумб фон Нойбург. Представитель франконского дворянского семейства ХАгутуттенов.

## Биография
Родителями были Людвиг фон Хуттен фон Франкенберг и его жена Маргарет Шпет фон Хохенегк и Штайнгебронн. Был придворным на службе герцогства Вюртемберг, поддерживал дружеские отношения с младшим герцогом Ульрихом. Но в 1514 году брак Хуттена с Урсулой Тумб фон Нойбург закончился разрывом: муж отказался от просьбы герцога предоставить ему полную свободу действий с женой и, вопреки своему обещанию, предал огласке тайную любовную интригу правителя. 6 мая 1515 г. он попросил отпустить его, обвинивший своего конюшего в измене Ульрих под видом примирения пригласил его на охоту в Шенбух. Хуттен проигнорировал предупреждения и попал в ловушку, герцог послал своих людей вперёд и собственноручно убил соперника.
Произошедшее герцог пытался выдать за несчастный случай в ходе стрельбы, но ему не удалось обмануть население герцогства. В результате 18 графов и дворян отреклись от верности герцога, его жена Сабина рассталась с ним. Семья Хуттенов подала иск к императору Священной Римской империи Максимилиану I, готовясь к полномасштабной и законодательно разрешённой в СРИ междоусобице. Ульрих попал под имперскую опалу в 1516 г., чему в первую очередьс пособствали имущественные споры со Швабской лигой. Судебный процесс и последующая война, завершившаяся изгнанием герцога, сопровождались активной работой поэта и двоюродного брата убитого Ульриха фон Хуттена. Он написал и опубликовал пять диатриб, а также диалог «Фаларизм», в котором герцог предстает послушным учеником древнего тирана Фалариса.
Герцог Ульрих обвинил некоторых вюртембергских судебных приставов в государственной измене за обращение к императору Максимилиану I. В ноябре 1516 г. он арестовал судебного пристава Тюбингена Конрада Брейнинга, судебного пристава Каннштата Конрада Ваута, судебного пристава Вайнсберга и брата Тюбингера Себастьяна Брейнинга и мэра Штутгарта Ганса Штикеля, которых посадил в Гогенасперг. После пыток и непродолжительного судебного процесса трое судебных приставов были приговорены к смертной казни, выжил только Ганс Штикель.

## Память

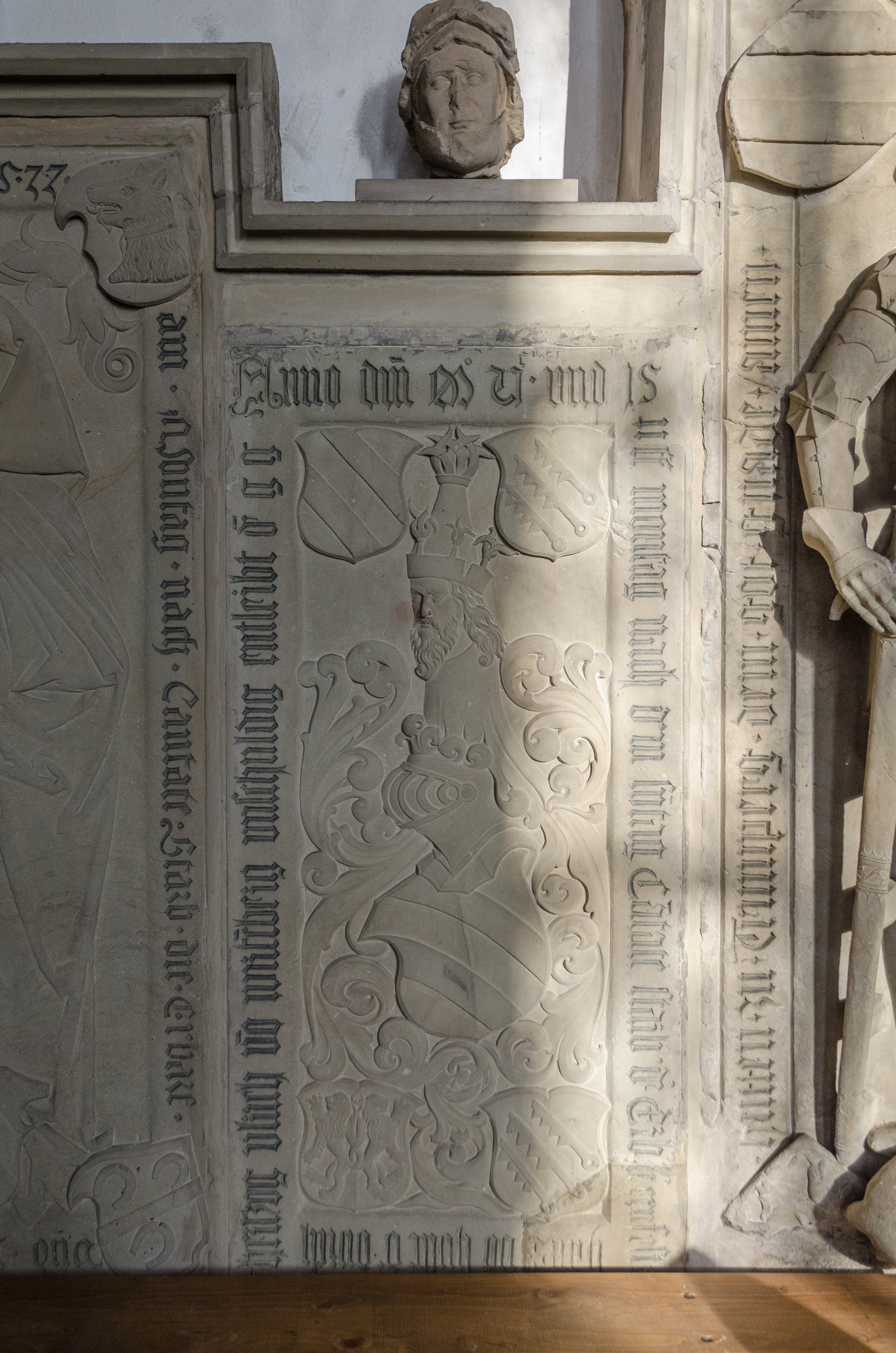
Эпитафия.

В приходско-паломнической церкви Марии Сондхейм в городе Арнштайн в Нижней Франконии есть эпитафия, надпись на которой называет насильственную смерть Гасна фон Хуттена: «Anno d(o)m(ini) Mo VCo und 15 / uff montag nach dem s(on)ntag Ca(n)tate starb d(e)r E(h)rb(are) u(nd) e(h)r(e)nfeste / hans vo(n) hutte(n) d(e)r durch / hertzog ulrich vo(n) wirt(t)e(m)berg unschuldig entleibt d(e)m g(ott) g(nade)». На эпитафии изображен центральный полный герб фон Хуттена и четыре родовых герба фон Хуттена, фон Рехберга, Шпета фон Хоэнегка и Спета фон Нейдлингена.